# Penitenza (sacramento)

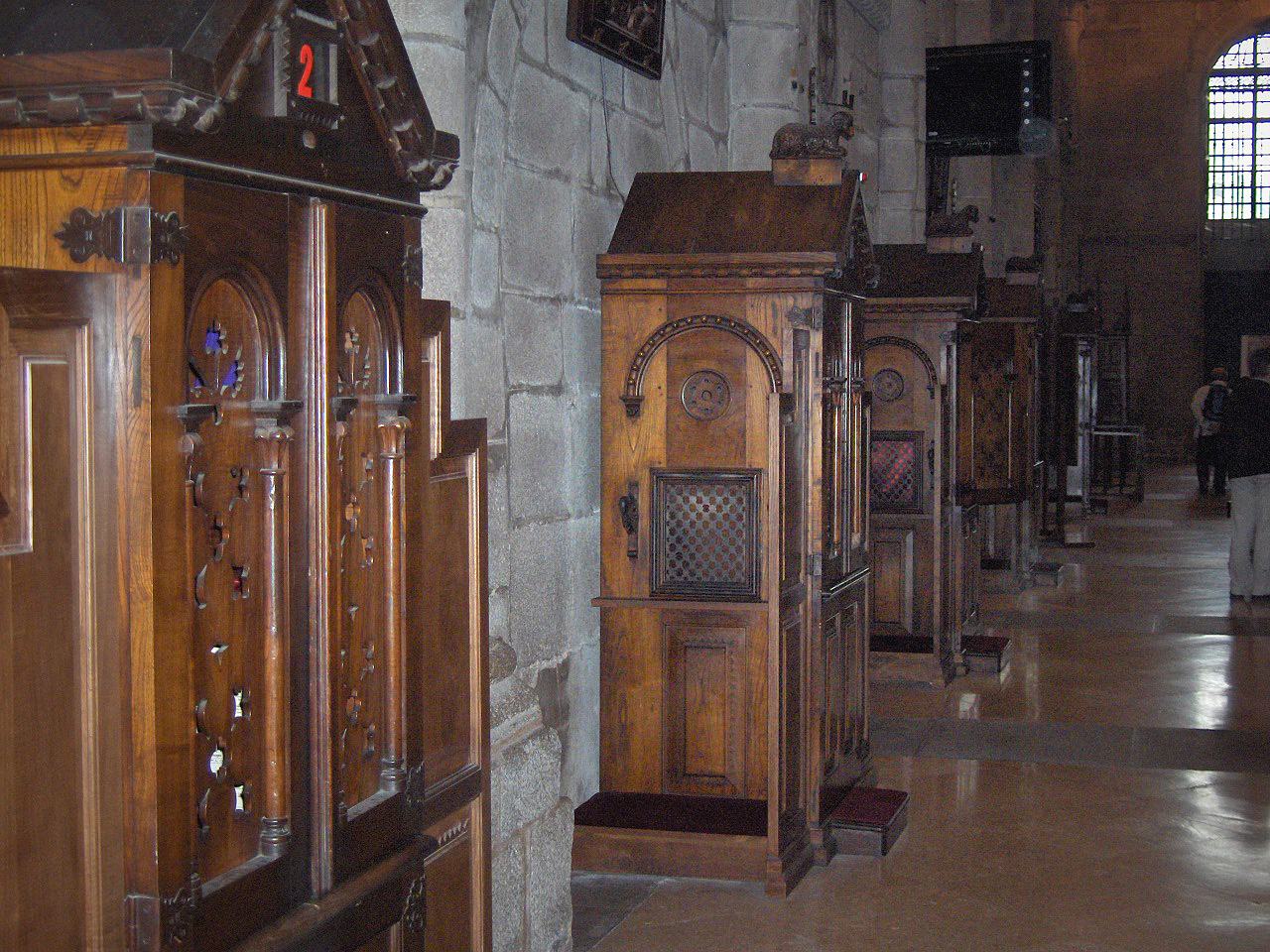
Confessionali nella cattedrale di Santiago di Compostela

La penitenza è un sacramento comune a due chiese cristiane, quella cattolica e quella ortodossa.
Con il sacramento della penitenza, un credente, se sinceramente pentito, ottiene da Dio la remissione dei peccati. È un sacramento amministrato necessariamente da un vescovo o un presbitero ed è anche chiamato con il nome di riconciliazione o confessione.
Esso è uno dei due sacramenti detti "della guarigione" assieme all'unzione degli infermi, in quanto sono volti ad alleviare la sofferenza del credente (sofferenza fisica con l'unzione dell'ammalato, spirituale con la riconciliazione del peccatore).

## Storia
Secondo le fonti antiche, i pagani convertiti alla fede cristiana ricevevano il Sacramento del Battesimo, che contraddistingueva liturgicamente il loro ingresso nella comunità ecclesiale. Il movimento di conversione delle masse pagane fu accelerato nel IV secolo dalle persecuzioni cristiane (negli anni dal 301 al 312), dalla conversione dell'imperatore Costantino il Grande, dalle testimonianze dei martiri e dal culto dei santi. La Chiesa, fin dalle origini, riteneva che, mediante la grazia sacramentale effusa dallo Spirito Santo Dio nel Battesimo, i catecumeni ottenessero la remissione di tutti loro peccati precedenti il rito, e che in questo modo ottenessero anche la riconciliazione con Gesù Cristo.
Ancora nel 1905, il Catechismo Maggiore di papa San Pio X definiva il Sacramento della Penitenza nel modo seguente:
(Catechismo Maggiore di San Pio X n.355)
Tale definizione intendeva implicitamente che i peccati precedenti il Battesimo fossero rimessi dal sacramento stesso.
Si sono enumerati dodici possibili peccati importanti citati nel Nuovo Testamento e negli scritti della letteratura subapostolica; sono tutte diverse trasgressioni dei Dieci Comandamenti biblici e comprendono
- idolatria
- stregoneria, magia
- avarizia
- furto
- invidia: la gelosia, l'avidità, l'amore di vana gloria, l'odio
- bugie: falsa testimonianza, spergiuro, ipocrisia, calunnia
- cattiveria: la rabbia, la ribellione, la polemica, perversità, cattivo umore, pettegolezzi, insulti, l'ingiustizia, la falsità
- orgoglio: vanagloria, vanità, arroganza
- volubilità e follia
- ubriachezza e sregolatezza
- impurità: l'adulterio, la pratica dell'omosessualità, la fornicazione, la pederastia, la concupiscenza, la lingua impura, l'uso di materiale pornografico.

I cristiani, nelle prime comunità della Chiesa, ottengono il perdono per i peccati praticando la preghiera, le buone azioni, il digiuno e l'elemosina. Questa disciplina penitenziale ha ricevuto in tempi moderni il nome di penitenza pubblica, a volte erroneamente confusa con l'annuncio pubblico della scomunica a causa di un peccato grave e pubblico. Spesso, i peccatori pubblicamente parlavano dei loro peccati, ma le testimonianze della Chiesa antica mostrano che, nella maggior parte dei casi, i reati erano noti per il solo sacerdote: la pubblica confessione da parte del penitente dei propri peccati era sempre iniziativa privata della persona, un libero atto di fede cristiana per motivi spirituali, mentre il carattere pubblico della prima penitenza era inteso come partecipazione e sostegno fornito dalla comunità e non come umiliazione pubblica.
Lo stato di comunione battesimale veniva rotto non solo da qualsiasi peccato, ma anche da tre atti di particolare gravita, per i quali non v'era perdono:
- omicidio
- adulterio
- apostasia

Ogni altro peccato poteva essere perdonato, ma commetterne uno di questi tre escludeva immediatamente dalla comunità e si veniva considerato come un pagano. Se dunque il credente avesse commesso tali peccati, per tornare ad essere membro della comunità e quindi cristiano a pieno titolo, avrebbe dovuto ricominciare da capo tutto il percorso iniziatico che viene impartito a chi da adulto si convertiva al cristianesimo e i relativi anni di preparazione di cui il pagano doveva avvalersi.
Con il passare dei secoli, tuttavia, la Chiesa ammise, per i soli laici, una seconda riconciliazione e successivamente in casi molto particolari, una terza. In questi casi, il penitente veniva considerato alla stregua di un pagano che si dovesse accostare al battesimo per la prima volta e - conseguentemente - che potesse beneficiare della riconciliazione con Dio. Egli confessava il suo peccato al vescovo in privato, ma era tenuto a fare richiesta di penitenza pubblicamente. La confessione è, in questa fase, in un punto mediano tra pubblico e privato e viene detta "penitenza pubblica" o, più propriamente, penitenza canonica. Il candidato penitente entrava nell'ordo poenitentium.

### Penitenza canonica
Lo stato di penitente era molto gravoso. Comportava il dover prendere posto fuori dalla chiesa o nell'ultimo posto in fondo, il rimanere esclusi dalla comunione e il mantenere a lungo la posizione genuflessa, implicava inoltre la conseguente assunzione di un aspetto dimesso e incolto e l'umile abbigliamento di una veste ruvida e grezza, simbolo dei penitenti e degli eremiti, secondo la parabola in cui Dio divide i capri cattivi dalle pecore buone.
Il penitente avrebbe dovuto digiunare severamente, essere escluso dall'esercito, dai tribunali, dai negozi, dalle cariche pubbliche e – a maggior ragione – dalle cariche ecclesiastiche. Il reo di peccato capitale doveva vestire il saio, aspergendosi il capo di cenere, digiunando, praticando la preghiera e l'elemosina, facendo affidamento alle preghiere della comunità.
L'asprezza del rigore, in cui il penitente era come morto civilmente, fece sì che, già nel V-VI secolo, gli stessi sacerdoti e concili ecclesiastici non accogliessero nell'ordo poenitentium altri che vecchi o moribondi. La penitenza e la soluzione rimasero pubbliche fino al IV secolo. La penitenza era amministrata dai vescovi che si facevano coadiuvare da appositi sacerdoti detti penitenzieri. L'assoluzione e la riassunzione nella Chiesa potevano essere velocizzate con il ricorso all'intercessione dei santi martiri e confessori.

### Penitenziali
Man mano che la religione acquisiva le sue caratteristiche e man mano che si incontrava e scontrava con civiltà diverse, la Chiesa si trovò nella necessità di articolare tanto il peccato, quanto la penitenza in modo più profondo e con maggior beneficio spirituale per chi ne fosse stato coinvolto.
Inoltre, non in tutte le zone era in uso la penitenza canonica: si ritiene che soprattutto le province lontane da Roma, come la Scozia, l'Inghilterra e soprattutto l'Irlanda non abbiano mai conosciuto la penitenza antica. Dall'Irlanda, uno dei centri di maggior importanza del Cristianesimo, si propagò nel resto d'Europa la visione di un Dio più amorevole e un maggior discernimento nel valutare il peccato e le sue conseguenze.
In conseguenza l'iter penitenziale, già nel secolo VIII grazie a San Colombano, divenne privato e maggiormente attuabile: il peccatore confessava al sacerdote e non al vescovo, espiava in privato, e ri-espiava tante volte quante aveva peccato, così come è in uso ancora oggi. Ciò valeva nel V secolo soprattutto presso i popoli germanici neoconvertiti, che non accolsero la pratica della penitenza pubblica. Nel VII secolo si registra il fatto che presso i Celti (irlandesi e scozzesi) e gli Anglosassoni non esisteva la penitenza pubblica: i loro missionari diffusero la penitenza privata anche sul continente. Nell'Alto Medioevo, la penitenza pubblica dell'antichità cristiana era rimasta in vigore per le colpe gravi e scandalose che dovevano essere scontate sempre in pubblico dinanzi alla comunità. Invece, i peccati occulti e meno gravi erano relegati alla penitenza privata e alla confessione privata, che si introdussero completamente in Occidente. La penitenza consisteva in opere quali: digiuni, elemosine, esili o lunghi viaggi in terre straniera, pellegrinaggi, flagellazione oppure entrata in monastero. Per fissare le opere penitenziali e la direzione della penitenza privata da parte dei confessori si diffusero i cosiddetti libri penitenziali che potevano determinare un certo lassismo in tutta la prassi penitenziale, motivo per cui all'inizio del secolo IX si levò un'opposizione contro di essi.
La Chiesa, inoltre, articolò maggiormente la riflessione sul peccato e cominciò a suddividerlo in categorie cui venivano assegnate penitenze specifiche. Questo nuovo tipo di penitenza venne detta "penitenza tariffata" poiché ogni peccato contraeva, in sostanza, un debito verso Dio che andava pagato secondo un "prezzo" o "tariffa" penitenziale stabilito o quantomeno indicato a priori.
La pratica mirava anche ad uniformare il trattamento per i fedeli evitando che per lo stesso peccato qualcuno espiasse di più e qualcuno di meno, nonché a educare i sacerdoti nella gestione delle anime. Le "Tariffe Penitenziali" erano contenute in raccolte più o meno complete e chiare dette "Libri Penitenziali", che ebbero la massima diffusione nel periodo che va dal VII al IX secolo.
Le pene colpivano peccati di lussuria, di violenza, di menzogna e di furto, oltre al mancato rispetto di norme igieniche alimentari. Consistevano in mortificazioni corporali più o meno dure che solitamente coincidevano con il digiuno, al punto che il verbo poenitere, fare penitenza, divenne quasi sinonimo di ieiunare cioè digiunare.
Con digiuno non si intendeva l'astensione da ogni tipo di cibo, ma forme più o meno severe di rinuncia ad alcuni cibi: il penitente si nutriva di pane ed acqua solo nei casi più gravi, più spesso digiunava con legumi secchi, latte scremato e formaggio o solo astenendosi da carne, vino e altre golosità.Solitamente la penitenza in questione è una preghiera e la quantità o il tipo variano per la gravità dei peccati.

#### Distorsioni ed abuso
Anche il metodo dei penitenziali, tuttavia, rivelò delle falle. Da un canto l'autorità della Chiesa era frammentata da un paese all'altro e i penitenziali tratteggiavano linee spesso diverse tra loro quando non chiaramente arbitrarie. Già il Concilio di Reims e di Chalon-sur-Saône, nell'813 impose di bruciare i vecchi penitenziali e redigerne di nuovi, con maggior coerenza e maggior buonsenso. Dall'altro rendevano il pentimento un atto meccanico che incentivava più il senso di colpa che il senso di comunione con Dio, che non stimolava la virtù e non insegnava il discernimento nei sacerdoti e nei fedeli.
La Riforma dell'XI secolo li soppresse poiché tacciati di essere continua fonte di errori e di contraddizione all'autorità Papale e li sostituì con le "Summae Confessorum" o "Summae de Paenitentia", che indicavano più come accogliere ed educare il penitente e quali virtù insegnargli per sconfiggere il peccato, che non per quanti giorni dovesse digiunare. Poiché la Chiesa aveva, in quell'epoca caotica, anche funzioni giuridiche che tutelavano la società civile, le Summe indicarono anche le conseguenze giuridiche di un peccato, che oltre ad offendere Dio e dannare l'anima, laceravano il tessuto sociale portando disordini e violenze di ogni genere.
Alle numerose distorsioni, si aggiunse un altro problema destinato ad aggravarsi nel tempo: poiché i peccati si sommavano, si sommavano le pene, che potevano arrivare a superare gli anni di vita del credente. Inoltre il diritto germanico, che si era affiancato notevolmente al diritto romano, prevedeva il guidrigildo, cioè la possibilità di riscattare un delitto con una somma di denaro proporzionata. Di conseguenza si diffuse l'uso della compositio, cioè il riscatto della penitenza con il versamento di una somma in denaro. Poveri e sacerdoti, in virtù della loro condizione di maggior lontananza dalle tentazioni del lusso e delle ricchezze, espiavano per procura, se così possiamo dire, le colpe di chi poteva permettersi di pagare per l'intercessione, la preghiera o la messa. La pratica diede spazio ad una serie di abusi sempre maggiori poiché divenne abitudine elargire ai monasteri terre per pagare le espiazioni che il peccatore avrebbe dovuto fare per avvicinarsi a Dio. La Chiesa si arricchì e aumentò il suo potere, ma numerose voci si levarono a difesa del pentimento sincero e contro la pratica della compositio. Numerosi Concili intervennero, ma non riuscirono ad estirpare la tendenza, che continuò a crescere e a dare scandalo.

### Pena temporale e indulgenza
Sebbene le pene si fossero molto alleviate rispetto alla durezza della chiesa delle origini, restavano di una mole comunque impressionante per la vita quotidiana dei credenti. Per aggirare o tentare di gestire il problema la pratica della Compositio si mutò in quella dell'indulgenza. I fedeli presero l'abitudine di ricorrervi ogni volta che fosse stato loro possibile.
Alla base dell'indulgenza, secondo la dottrina cattolica sta il concetto che la remissione del peccato, ottenuta attraverso la confessione, ristora pienamente nella grazia di Dio il penitente, la cui anima, se egli dovesse morire in tale condizione, non subirà la cosiddetta pena eterna ossia non andrà all'Inferno. La confessione, tuttavia, non cancella la necessità che, prima di essere ammessa alla visione di Dio l'anima, ancorché in stato di grazia, debba espiare per le conseguenze che i propri peccati, ormai perdonati, hanno avuto nel tempo. Questa espiazione avviene attraverso il passaggio dell'anima nel Purgatorio, ed è detta pena temporale. La pena temporale può, tuttavia,  venire alleviata o cancellata del tutto attraverso le opere di riparazione del male commesso, oppure, attraverso opere di misericordia, o preghiere, le messe o i pellegrinaggi, eccetera. L'infinita santità di Cristo e dei suoi santi costituisce, nella teologia cattolica, un tesoro da cui la Chiesa può attingere per alleviare le pene dei peccatori pentiti e confessati.
Pur nata con l'intenzione di volgere i credenti a penitenze più costruttive che distruttive, la pratica sviluppò un'impressionante serie di abusi poiché si estese molto oltre i limiti teologici che aveva: si chiedevano indulgenze per sé e per altri, per i vivi e i morti spostando così la funzione dell'indulgenza dalla pena propria in questa vita, a quella altrui nel Purgatorio e più oltre dalla pena alla colpa. Lo stesso padre della Scolastica, San Tommaso d'Aquino, si premurò di chiarire la distinzione tra vero e falso pentimento, tra vera penitenza e falsa penitenza. Pietro Abelardo aveva già in precedenza ribadito l'assoluta necessità del pentimento sincero per ottenere il perdono. Segni, questi, che la riflessione della Chiesa era attiva su un punto di cui si riconosceva tanto l'importanza quanto la confusione applicativa e il crescere di distorsioni concettuali e contraddizioni.
La pratica divenne vero e proprio abuso a partire dal 1300, un abuso di cui la Chiesa non parve riuscire a percepire la gravità per intero. Spinta, tra i molti e complessi fattori sociali e di potere, anche dalla necessità economica di finanziare una vasta serie di opere religiose o di utilità pubblica, l'indulgenza divenne un vero e proprio mercato del perdono, che muoveva ingenti quantitativi di denaro e sminuiva il concetto stesso di confessione e di perdono.
Il Concilio Lateranense IV (1215) dispose che tutti gli uomini e le donne in età di ragione (7 anni secondo il diritto canonico) avessero l'obbligo di:
- confessare almeno una volta all'anno, fedelmente e da soli, tutti i peccati al proprio parroco;
- ricevere "con riverenza" la Comunione almeno a Pasqua.

I trasgressori erano puniti col divieto di entrare in Chiesa a vita ed erano privati della sepoltura cristiana. Era disposto di darne comunicazione frequente nelle chiese "perché nessuno nasconda la propria cecità con la scusa dell'ignoranza".
Il Lateranense IV introdusse anche il segreto confessionale sia per l'identità del peccatore che per il peccato: la pena era la deposizione dall'ufficio sacerdotale e la clausura in monastero come penitente a vita.
L'obbligo di confessarsi dal proprio parroco cadde col Concilio di Trento.

### Riforma, Controriforma, Rinnovamento
La reazione allo scandalo fu complessa e coprì un arco di tempo relativamente lungo. Numerosi teologi, pensatori, Santi e credenti si scagliarono a più riprese contro la pratica di ottenere indulgenze in cambio di denaro, che era diventata un vero e proprio mercato. Numerosi movimenti di riforma spirituale, obiettarono e si opposero con veemenza. Tuttavia la reazione più organica e di vasta portata si ebbe con le 95 tesi di Martin Lutero alla fine del 1517 e la divisione che anche da questo conseguì: lo scisma protestante.
I promotori del Concilio di Trento (1545-1563) presero misure restrittive verso gli abusi delle indulgenze e ricondussero la pratica, negli anni successivi, a intenti ben più coerenti con quelli originari. 
Tre secoli più tardi, in conseguenza alle disposizioni del Concilio Vaticano II, papa Paolo VI pubblicherà (1967) la costituzione apostolica Indulgentiarum doctrina et usus per il riordino di tutte le indulgenze in vigore, che furono molto limitate.
Dato l'obbligo di confessarsi e ricevere l'Eucaristia almeno una volta nell'anno liturgica durante la Settimana Santa, fino al XVIII secolo la Chiesa Cattolica aveva l'usanza di un rito di assoluzione generale dell'assemblea dei presenti che si celebrava il Giovedì santo (Chiesa Cattolica Latina), ad eccezione di Milano e della Spagna (che optavano per il Venerdì Santo), mentre si effettuava in occasione del Sabato Santo nelle Chiese d'Oriente..

## Confessione nel Protestantesimo
Nel cristianesimo protestante non è presente il sacramento della confessione, in quanto gli unici sacramenti sono Battesimo ed Eucaristia, e non c'è nemmeno la pratica delle indulgenze (per i motivi già spiegati). In genere i protestanti confessano i loro peccati in una preghiera privata rivolta direttamente a Dio, ritenendo che non ci sia bisogno di rivolgersi ad un intermediario per avere l'assoluzione. Tuttavia nella maggior parte delle chiese protestanti, durante la celebrazione del culto, si formula una preghiera di confessione dei peccati.
Nella tradizione anglicana, la confessione e l'assoluzione avvengono in forma collettiva durante la celebrazione dell'Eucaristia. Dopo l'invito del celebrante ad effettuare un esame di coscienza, si svolge una preghiera silenziosa, durante la quale il fedele può riconoscere i peccati dentro di sé; quindi i fedeli recitano insieme una formula di confessione generale e il celebrante pronuncia la formula di assoluzione. Nell'anglicanesimo esiste anche la confessione privata, che si può svolgere nel confessionale o in un incontro privato con il sacerdote. Non sono richieste motivazioni particolari per fare la confessione privata, ma si ritiene che potrebbe essere desiderabile a seconda delle circostanze individuali. Un aforisma anglicano riguardante questa pratica dice che tutti possono, nessuno deve, alcuni dovrebbero. 
Nel mondo protestante, un caso a parte è quello dei luterani. La confessione e l'assoluzione dei peccati sono richieste per la comunione, ma non è richiesta l'enumerazione di tutti i peccati commessi. Nel Piccolo catechismo Lutero scrive che «la Confessione è composta da due parti: la prima, che noi confessiamo i nostri peccati; l'altra, che noi riceviamo l'assoluzione, o il perdono, dal confessore, come da Dio stesso, e che in nessun modo noi dubitiamo, ma crediamo fermamente, che i nostri peccati sono pertanto perdonati davanti a Dio in cielo».
Solitamente i luterani formulano un rito penitenziale durante la celebrazione eucaristica, così come gli anglicani ed i cattolici. La confessione privata non viene praticata dai luterani in modo così frequente rispetto ai cattolici e di solito viene amministrata solo su richiesta. Generalmente si usa confessarsi in privato prima di fare la Prima Comunione. Alcune chiese concedono anche l'assoluzione individuale il sabato prima della Santa Messa. I luterani non enfatizzano la "penitenza" come la retribuzione dei propri peccati ma come la proclamazione del perdono di Dio dal ministero "chiamato e ordinato" del Sacro Vangelo.

## La Confessione nella Chiesa ortodossa
A differenza del cattolicesimo, nelle Chiese ortodosse il sacramento non si svolge nel confessionale a grata, ma davanti ad un analogion, posto nella chiesa in vicinanza dell'iconostasi. Sull'analogion sono posti l'evangeliario e una croce benedizionale; solitamente si trova anche un'icona di Cristo. Il prete e il penitente sono entrambi seduti (usanza greca) o entrambi in piedi (usanza russa) davanti l'analogion; nella concezione ortodossa la confessione viene rivolta a Cristo e il prete è presente in qualità di testimone. Il penitente fa la confessione dei peccati rivolto verso la croce o l'icona; finita la confessione, il prete copre la testa del fedele con la sua stola e legge la formula di assoluzione.

## La Confessione nella Chiesa cattolico-romana contemporanea

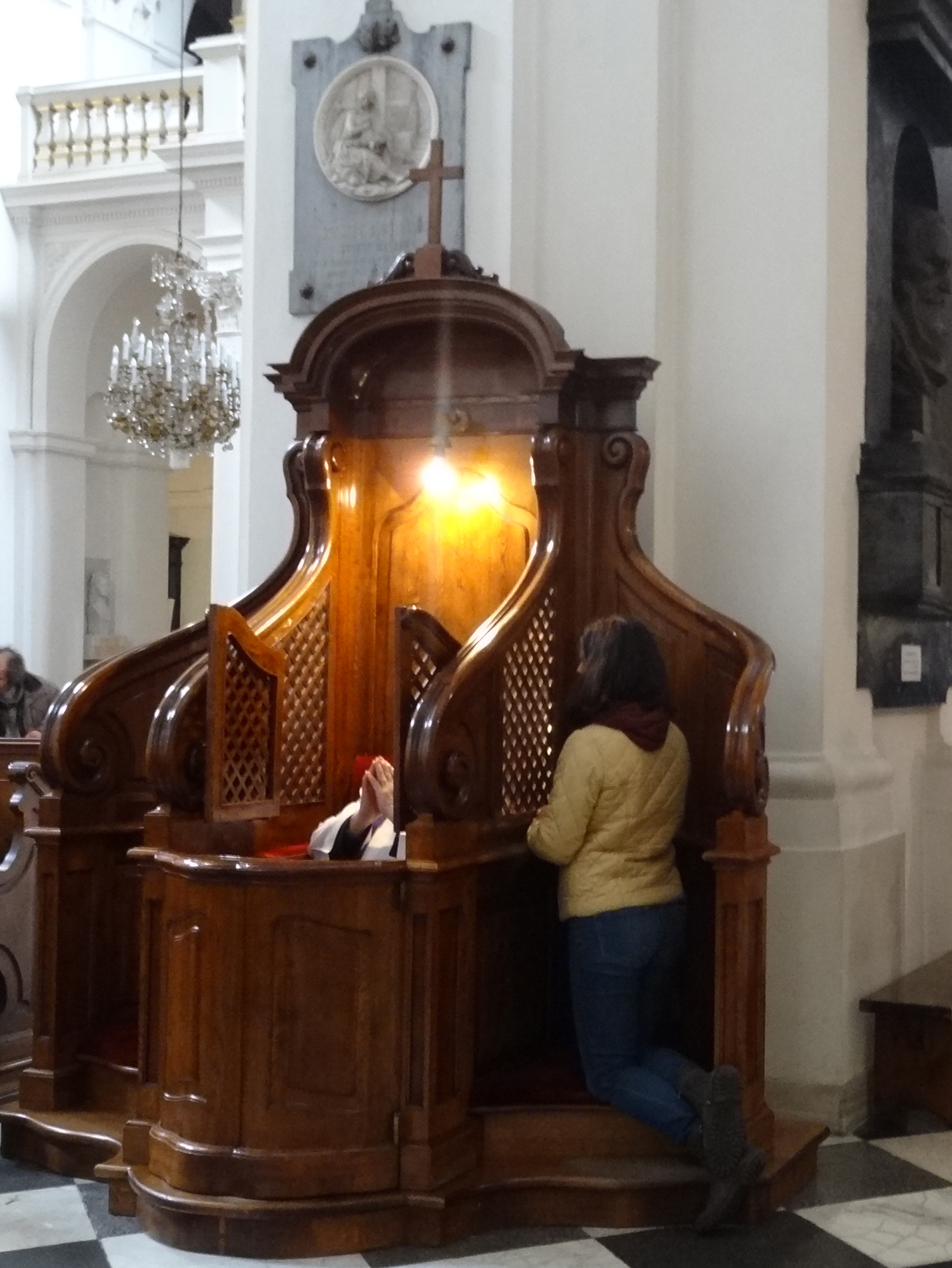
Confessione in una chiesa a Varsavia: la penitente è inginocchiata, mentre il sacerdote è seduto

Nella sua teologia, la Chiesa romana fonda il sacramento della penitenza su alcuni passi del Nuovo Testamento. Tra questi il brano del Vangelo secondo Giovanni 20,19-23: «Ricevete lo Spirito Santo; a chi rimetterete i peccati saranno rimessi e a chi non li rimetterete, resteranno non rimessi», come pure un versetto della Seconda lettera ai Corinzi dell'apostolo Paolo che viene riferito alla riconciliazione dei peccatori 5,18-20 e, implicitamente, al ruolo dei sacerdoti: «Dio, che ci ha riconciliati con sé mediante Cristo e ha affidato a noi il ministero della riconciliazione».
Con il Concilio di Trento e i concili Vaticano I e Vaticano II, la Chiesa cattolica ha dato una propria visione organica del rapporto tra peccato, pentimento, penitenza, riparazione e conversione, partendo dalle basi teologiche che ne avevano accompagnato il lungo cammino storico.
Con l'esortazione apostolica post-sinodale Reconciliatio et paenitentia , del 2 dicembre 1984, papa Giovanni Paolo II ricorda la corretta prassi del sacramento e condanna gli abusi circa la cosiddetta "confessione comunitaria" come mezzo ordinario per confessarsi.

Oggi la religione cattolica definisce il sacramento della confessione anche come sacramento della penitenza, sacramento della conversione, sacramento del perdono e sacramento della riconciliazione. Ognuno dei diversi appellativi fa riferimento alle condizioni che lo rendono possibile (pentimento, confessione) o alle sue conseguenze (perdono, conversione). 
(Lumen Gentium 11)
Va tenuto conto del fatto che poiché il perdono è di Dio e il sacerdote è solo il suo tramite umano, questi è impegnato a mantenere il più totale e assoluto segreto su tutto quanto abbia appreso sotto confessione, quali che siano gli accadimenti esterni. Questo viene detto "Sigillo Sacramentale", perché ciò che si è appreso viene sigillato dal Sacramento stesso. La confessione è sempre privata tra il sacerdote e la persona, a meno che un gruppo di persone non sia in imminente pericolo di vita o non si verifichino altri casi eccezionali, dei quali deve decidere il vescovo.

### Pentimento, confessione, ravvedimento
Nella Chiesa cattolica, la confessione o sacramento della riconciliazione è il momento necessario di un percorso di conversione, intesa come cambiamento radicale della persona e del suo modo di giudicare e agire etico. Secondo il Concilio Vaticano II, tale cambiamento, pur appartenendo strettamente al singolo individuo, non va vissuto in modo egoisticamente individualistico, ma come cammino di riunione e di comunione della comunità, della chiesa stessa.
(Catechismo della Chiesa Cattolica 1422)
Il percorso di conversione è articolato in quattro fasi:
- Pentimento o contrizione: Il fedele deve anzitutto pentirsi sinceramente del male che ha compiuto riconoscendolo come tale e riconoscendo la sua debolezza o ingenuità o superficialità nell'avere seguito la scelta sbagliata. Se si pente conscio di avere offeso Dio, amandolo sopra ogni cosa sta provando una contrizione perfetta, che da sé cancella ogni peccato veniale o mortale purché vi sia la ferma intenzione di suggellare questo momento di grazia con il sacramento della confessione. In altre parole se il peccatore si rende conto della bontà di Dio e del fatto di averla offesa e si pente, si può ritenere che se dovesse morire in quel momento sarebbe salvato per effetto della Misericordia Divina e non avendo potuto ricorrere alla confessione pur avendolo voluto. Se il pentimento viene dalla paura delle conseguenze del peccato (la dannazione eterna, il castigo divino, lo scandalo sociale, ecc) si ha una contrizione imperfetta o contrizione da timore o attrizione, che rappresenta l'inizio di un cammino di conversione che richiederà l'assidua frequentazione dei sacramenti per giungere a termine.
- Esame di coscienza: è l'atto di riflessione in cui il fedele pentito si interroga per comprendere se ha sbagliato, dove, come. In tal modo rivede i principi della Fede e del corretto comportamento che sarà chiamato ad onorare. Questa analisi morale può essere facilitata confrontandosi con un sacerdote che aiuta a comprendere pesi e gravità delle diverse azioni.
- Confessione: Deve quindi ricevere la confessione dove dichiarerà, con l'aiuto del sacerdote, tutti i peccati che in sincerità ricorda[13] e le circostanze in cui li ha compiuti. In tal modo il sacerdote potrà dirigere meglio la persona, sapendo quanta sia stata la sua reale responsabilità e quanta parte possa avere avuto l'inesperienza, le pressioni sociali o di gruppo, la debolezza fisica e psicologica, e quant'altro. Il fedele prometterà di non voler peccare di nuovo e chiederà a Dio la forza per resistere alle tentazioni future. Riceverà quindi "il perdono (di Dio) e la pace", i suoi peccati saranno stati perdonati e sarà riconciliato con Dio, con la Chiesa, con i suoi fratelli e, non ultimo, con sé stesso. È fatto assoluto obbligo di confessare i peccati gravi o mortali, ed è vivamente consigliato confessare anche quelli meno gravi, detti peccati veniali. Alla confessione viene attribuito un profondo valore educativo poiché in essa la persona viene perdonata da un Dio misericordioso e impara ad usare misericordia, come Lui. Viene accolta dalla Chiesa e impara ad accogliere i suoi fratelli. Viene guidata e istruita e impara a non trascurare l'insegnamento e l'apprendimento delle cose dell'anima. Riceve il perdono e la pace (pace è la parola che traduce l'ebraico shalom, che indica il complesso dei doni messianici) e impara a perdonare e non coltivare un atteggiamento ostile, crudele o anche solo inutilmente polemico, costruendo e difendendo una vera pace quotidiana e la concordia fraterna che lo lega agli altri uomini. La Chiesa cattolica chiede a tutti i suoi fedeli che abbiano raggiunto l'età della discrezione di confessarsi almeno una volta all'anno per poter ricevere la Comunione almeno nel giorno di Pasqua e raccomanda la confessione frequente, in genere mensile.
- Soddisfazione: la Confessione implica un cambiamento di visione e di vita. Il primo passo necessario per compierlo è riparare alle offese che si sono fatte, come restituire la refurtiva per un ladro o riabilitare un calunniato per un maldicente. La semplice giustizia umana lo prevede. Quella divina richiede anche "opere degne della conversione" quali la preghiera, le opere di misericordia, il sopportare serenamente le offese e i dolori della vita, il servizio verso il prossimo ecc.

Il fedele che ha ricevuto la confessione è riconciliato con Dio e può partecipare alla comunione o ricevere con frutto gli altri sacramenti, il che sancisce il suo ritorno nella comunità cristiana, che ha il dovere di accoglierlo come un fratello. Il cristiano torna a partecipare all'Eucaristia è altresì esortato accostarsi ad essa frequentemente, consapevole che questo è il fulcro della salvezza e la fonte della forza morale e spirituale che lo renderà capace di non peccare più. Può ottenere l'indulgenza, sconto della pena temporale dovuta per il peccato, secondo le disposizioni della Chiesa, o compiendo opere meritorie secondo l'esempio, l'insegnamento e le intenzioni della Chiesa stessa.
Il risultato di questo percorso dovrebbe essere, nel tempo, un uomo nuovo, rinnovato e fortificato dal legame stretto che si costruisce tra Dio, la Chiesa, la persona, i suoi fratelli e che non deve mancare di riflettersi con grande coerenza nel contesto quotidiano sociale: non può essere ammissibile che una persona che inizi un cammino di conversione e di pentimento non applichi tale cammino in ogni aspetto della vita, sia essa famiglia, lavoro, doveri civili di cittadino e quant'altro.
Se il battesimo, la comunione e la cresima sono i sacramenti dell'iniziazione cristiana, la penitenza è un sacramento di guarigione, che si amministra in caso di necessità e peccato; secondo Tommaso d'Aquino, i primi tre sacramenti sono per sé, mentre la penitenza è per accidens (una possibilità in caso di eventuale peccato).